# Екмек кадаїф

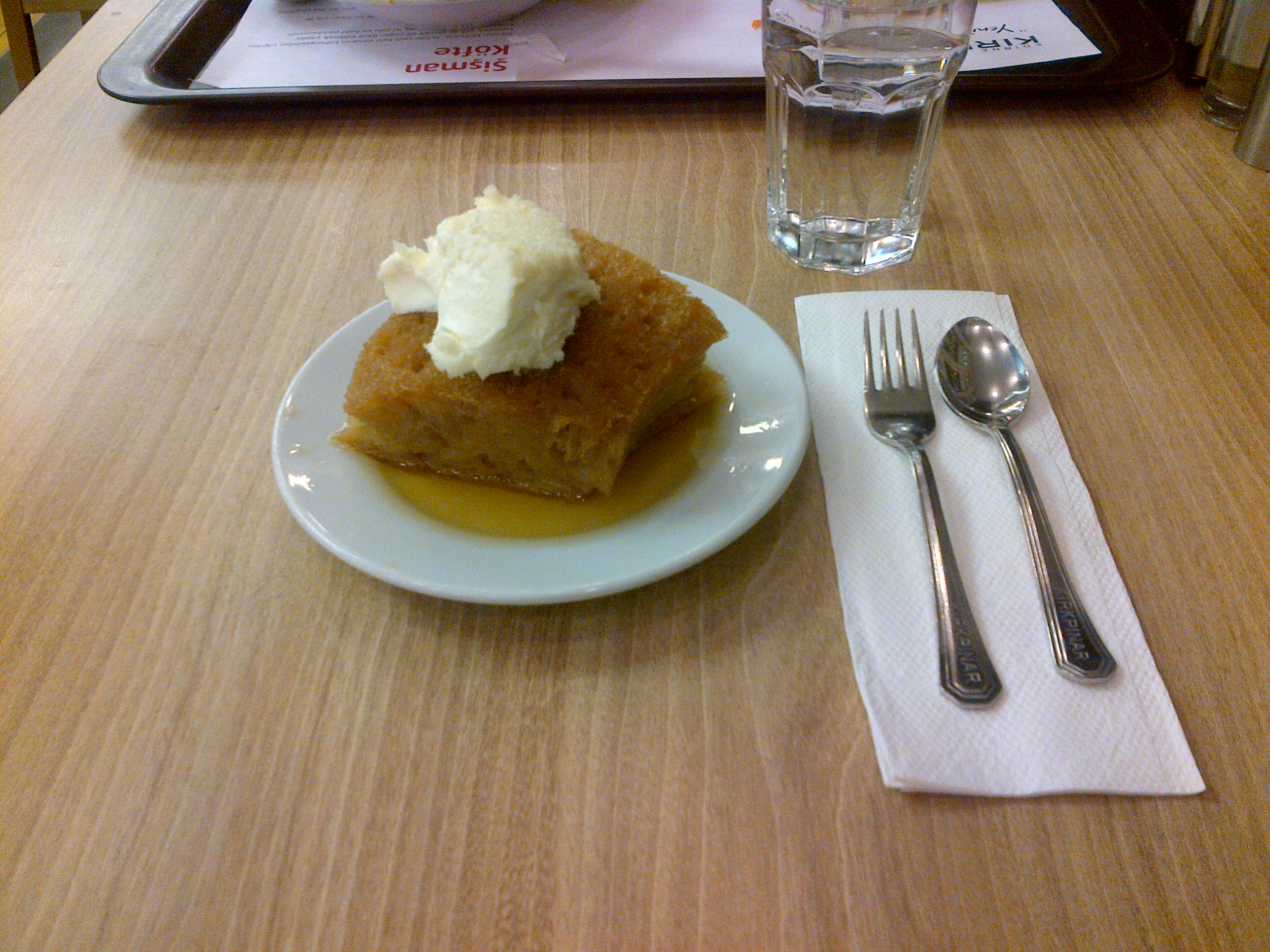
Екмек Кадаїф в одному з ресторанів Туреччини

Екмек кадаїф (тур. Ekmek kadayıfı) — це хлібний пудинг з листів тіста, просочених цукровим сиропом, який протягом довгих років був історичним делікатесом османської кухні, і навіть в наш час залишається невід'ємною частиною кухні держав колишньої Османської імперії. Найчастіше, ця страва подається разом з каймаком, які в цій страві використовуються як свого роду збиті вершки. Батьківщиною цієї страви в Туреччині вважають Афьон-Карахісар. Незважаючи на свою назву, страва не має нічого спільного з Кадаїфом, ще одним турецьким національним десертом.

## Історія
Як і у випадку більшості інших хлібних пудингів, ця страва з'явилася як спосіб позбавлення від черствого хліба.
Для сучасних домашніх кухарів це популярна альтернатива більш вимогливим традиційним десертам, таким як пахлава.
Історично подається на релігійні свята, на зразок Іфтару або Рамадану.

## Традиції споживання
Ці десерти майже завжди їдять з каймаком. Однак, з деяких пір турецькі кухарі почали подавати десерт з традиційними турецькими солодощами, а також, замість цукрового сиропу почали використовуватися і фруктові сиропи.
У наш час Екмек Кадаїф продається в готовому вигляді в більшості магазинів і невеличких прилавків. І для його вживання залишається лише додати заправку у вигляді цукрового сиропу і каймака, або солодощів і фруктового сиропу.